# Stefan Perrier
Stefan Perrier (9 januari 1998) is een Nederlandse acteur, die bekend is geworden door zijn rol in de musical Kruimeltje en de tv-serie De 4 van Westwijk.

## Rollen

### Theater
- Ciske de Rat - Jantje Verkerk[1]
- Kruimeltje - Kruimeltje (hoofdrol)[1]

### Televisie
- Wie wordt Kruimeltje? - kandidaat
- De avonturen van Kruimeltje - Kruimeltje (hoofdrol)
- Verborgen Verhalen - Faas
- De 4 van Westwijk - Jack (hoofdrol)
- Bouwdorp - Edo